# Arnakke
Arnakke – miasto w Danii, w regionie Zelandia, w gminie Holbæk.